# Mussaenda caudatiloba
Mussaenda caudatiloba är en måreväxtart som beskrevs av Ding Fang. Mussaenda caudatiloba ingår i släktet Mussaenda och familjen måreväxter. Inga underarter finns listade i Catalogue of Life.